# ザジングルズ
ザ ジングルズ®（英: The Jingles®）は、アメリカ合衆国の言語学者スティーブ・ウォーカーが1981年に開発した発音訓練システム。
特に日本人の英語発音を筋肉訓練により向上させる為に開発・体系化されたシステムであるが、広くどの言語を母語とする人にも同様に効果があるとされる。